# پایتونان مکزیکی
پایتونان مکزیکی (نام علمی: Loxocemus bicolor) نام یک گونه از فروراسته ناکورماریان است.